# جفت‌شدگی نوع جی
در شیمی هسته‌ای و فیزیک هسته‌ای، جفت‌شدگی جی یا جفتیدگی جی یا کوپلینگ جی (که به آنها جفت‌شدگی اسپین اسپین یا جفت‌شدگی دوقطبی - دوقطبی غیرمستقیم نیز گفته می‌شود) از طریق پیوندهای شیمیایی متصل‌کننده دو اسپین واسطه هستند. این یک فعل و انفعال غیرمستقیم بین دو اسپین هسته‌ای است که از فعل و انفعالات فوق ظریف بین هسته‌ها و الکترون‌های محلی ناشی می‌شود. در طیف‌سنجی تشدید معناطیس هسته‌ای، کوپلینگ J دارای اطلاعاتی در مورد فواصل و زوایای پیوند نسبی است. از همه مهم‌تر، اتصال J اطلاعاتی در مورد اتصال پیوندهای شیمیایی فراهم می‌کند. این مسئول تقسیم غالباً پیچیده خطوط تشدید در طیف NMR مولکول‌های نسبتاً ساده است.
کوپلینگ J یک اختلاف فرکانس است که تحت تأثیر قدرت میدان مغناطیسی قرار نمی‌گیرد، بنابراین همیشه در مقیاس هرتز بیان می‌شود.

## مدل بردار و مظاهر تخصیص ساختار شیمیایی
منشأ کوپلینگ J را می‌توان با یک مدل برداری برای یک مولکول ساده مانند هیدروژن فلوراید (HF) مشاهده کرد. در HF، دو هسته اسپین 1/2 دارند. چهار حالت بسته به هم ترازی نسبی اسپین‌های هسته ای H و F با میدان مغناطیسی خارجی ممکن است. قوانین انتخاب طیف‌سنجی NMR حکم می‌کند که Δ I = ۱، به این معنی که یک فوتون معین (در محدوده فرکانس رادیویی) می‌تواند فقط روی یکی از دو چرخش هسته ای تأثیر بگذارد ("تلنگر").

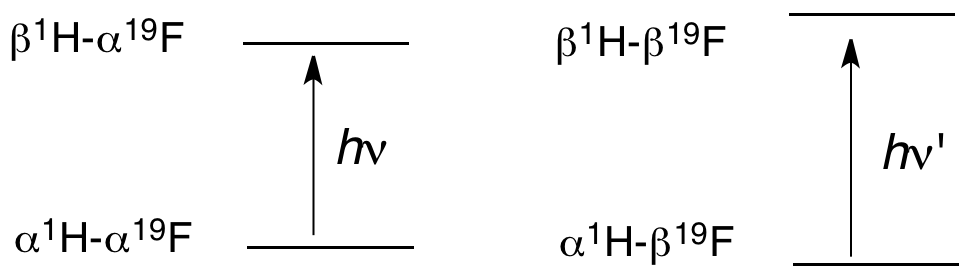
نمودار انرژی که نشان‌دهنده اثرات جفت‌شدگی J برای مولکول هیدروژن فلوراید است.

کوپلینگ J سه پارامتر را فراهم می‌کند: تعدد ("تعداد خطوط")، اندازه اتصال (قوی، متوسط، ضعیف) و علامت اتصال.

### تعدد
این تعدد اطلاعات مربوط به تعداد مراکز جفت شده با سیگنال مطلوب و چرخش هسته‌ای آنها را فراهم می‌کند. برای سیستم‌های ساده، مانند جفت 1H -1 H در طیف‌سنجی NMR، تعدد نشان دهنده تعدادی پروتون مغناطیسی ناهمسان مجاوراست. هسته‌هایی با چرخش بیشتر از1/2 که چهار قطبی نامیده می‌شود، می‌تواند منجر به تقسیم بیشترشوند، اگر چه در بسیاری از موارد جغت‌شدگی به هسته چهار قطبی مشاهده نمی‌شود. بسیاری از عناصر از هسته‌هایی با اسپین هسته‌ای و بدون آن تشکیل شده‌اند. در این موارد طیف مشاهده شده حاصل جمع طیف‌های هر ایزوتوپومر است. یکی از راحتی‌های طیف‌سنجی NMR برای مولکولهای آلی چرخش چندین فندک مهم است1/2 هسته‌ها هم monoisotopic، به عنوان مثال 31 P و 19 F، یا فراوانی طبیعی بسیار بالا، به عنوان مثال 1 H. یک راحتی اضافی این است که 12 درجه سانتیگراد و 16 درجه سانتیگراد هیچ چرخش هسته ای ندارند بنابراین این هسته‌ها، که در مولکول‌های آلی رایج است، باعث ایجاد الگوهای تقسیم در NMR نمی‌شوند.

### بزرگی J- کوپلینگ
برای اتصال 1 H– 1 H، اندازه J اطلاعاتی را دربارهٔ نزدیکی شرکای اتصال فراهم می‌کند. به‌طور کلی اتصال ۲ باند (به عنوان مثال 1 H 1 – C– H) از کوپل سه باند (1 H 1 – C – C– H) قوی‌تر است. بزرگی اتصال همچنین اطلاعاتی در مورد زوایای دو طرفه مربوط به شرکای اتصال فراهم می‌کند، همان‌طور که توسط رابطه کارپلوس شرح داده شده است.
برای جفت سازی هسته ای، مقدار J مربوط به ممان‌های مغناطیسی هسته ای شرکای اتصال است. 19 F، با یک ممان مغناطیسی هسته ای بالا، باعث اتصال بزرگ پروتون‌ها می‌شود. 103 Rh، با یک ممان مغناطیسی هسته ای بسیار کوچک، فقط اتصال‌های کوچکی به 1 H می‌دهد. برای تصحیح اثر گشتاور مغناطیسی هسته ای (یا معادل آن نسبت ژیرومغناطیسی γ)، «ثابت کاهش اتصال» K اغلب مورد بحث قرار می‌گیرد، جایی که
K =4π2J/hγxγy.
که در آن میدان مغناطیسی خارجی بسیار پایین است، به عنوان مثال با میدان مغناطیسی زمین NMR، سیگنال جفت شدگی J گرانشی از درجه هرتز معمولاً کنترلگر تغییرات شیمیایی که در آن این درجه در حد میلی هرتز هستند و به‌طور معمول قابل حل نیست.

### علامت J- کوپلینگ
مقدار هر ثابت جفت شدگی نیز دارای یک علامت است و ثابت‌های جفت شدگی با اندازه قابل مقایسه اغلب دارای علائم مخالف هستند. برای یک مولکول با یک ثابت جفت شدگی، اگر علامت ثابت جفت برعکس شود، شکل طیف NMR بدون تغییر است، اگرچه خطوط طیفی در موقعیت‌های داده شده ممکن است انتقال‌های مختلف را نشان دهند؛ بنابراین طیف NMR ساده علامت ثابت اتصال را نشان نمی‌دهد، که در همه موارد هیچ روش ساده ای برای پیش‌بینی وجود ندارد.
با این حال برای برخی از مولکول‌ها با دو ثابت جفت متمایز، علائم نسبی دو ثابت را می‌توان با آزمایش رزونانس دو برابر تعیین کرد.

## همیلتونی J- کوپلینگ
همیلتونین یک سیستم مولکولی را می‌توان به صورت زیر در نظر گرفت:
H = D 1 + D 2 + D 3،
- D 1 = برهم کنش الکترون-مداری، اسپین-مداری، اسپین-اسپین و الکترون-اسپین-میدان خارجی
- D 2 = برهم کنش مغناطیسی بین اسپین هسته ای و اسپین الکترون
- D 3 = کنش مستقیم هسته‌ها با یکدیگر

برای یک حالت مولکولی منفرد و برخوردهای مکرر مولکولی، D 1 و D 3 تقریباً صفر است. فرم کامل از گرانشی از دو تعامل J بین اسپین "من j و من ک بر روی مولکول همان است:
H = ۲π I j · J jk · I k
که در آن J jk تانسور جفت شدگی J است، یک ماتریس حقیقی ۳ × ۳ این بستگی به جهت‌گیری مولکولی دارد، اما در مایع ایزوتروپیک به تعدادی کاهش می‌یابد، اصطلاحاً کوپلینگ اسکالر خوانده می‌شود. در 1D NMR، جفت اسکالر منجر به نوسانات در فروپاشی القا آزاد و همچنین تقسیم خطوط در طیف می‌شود.

## جدا کردن
با تابش فرکانس رادیوییانتخاب، می‌توان طیف‌های NMR را به‌طور کامل یا جزئی جدا کرد، اثر اتصال را از بین برد یا به‌طور انتخابی کاهش داد. طیف‌های NMR کربن -۱۳ اغلب با جداسازی پروتون ثبت می‌شوند.

## تاریخ
در سپتامبر ۱۹۵۱، هربت اس گوترسکی، DW McCall و چارلز پنس اسلیچر آزمایش‌ها را گزارش دادند{\displaystyle {\ce {HPF_6}}}،{\displaystyle {\ce {CH_3OPF_2}}}، و{\displaystyle {\ce {POCl_2F}}}، جایی که آنها حضور چندین خط تشدید را با برهمکنس فرم {\displaystyle A\mathbf {\mu } _{1}\cdot \mathbf {\mu } _{2}}  توضیح دادند.
به‌طور مستقل، در اکتبر ۱۹۵۱، اروین هان و دی مکسول یک آزمایش اکو چرخش را گزارش دادند که نشان دهنده وجود فعل و انفعال بین دو پروتون در دی کلرواستالدئید است. در آزمایش اکو، دو پالس کوتاه و شدید میدان مغناطیسی فرکانس رادیویی در شرایط تشدید هسته ای به گروه چرخشی اعمال می‌شود و با فاصله زمانی τ جدا می‌شوند. اکو با دامنه مشخص در زمان ۲ τ ظاهر می‌شود. برای هر تنظیم از τ، حداکثر مقدار سیگنال اکو را اندازه‌گیری و رسم به عنوان تابعی از τ انجام می‌شود. اگر مجموعه چرخش از یک گشتاور مغناطیسی تشکیل شود، یک فروپاشی یکنواخت در بسته‌های اکو حاصل می‌شود. در آزمایش هان-ماکسول، واپاشی توسط دو فرکانس تعدیل شد: یک فرکانس با اختلاف انتقال شیمیایی بین دو چرخش غیر معادل مطابقت دارد و فرکانس دوم، J، کوچکتر و مستقل از قدرت میدان مغناطیسی (J/2π = ۰٫۷ هرتز) چنین تعاملی غافلگیرکننده بود. فعل و انفعال مستقیم بین دو دو قطبی مغناطیسی به موقعیت نسبی دو هسته بستگی دارد به گونه ای که متوسط تمام جهت‌های ممکن مولکول برابر با صفر است.
در نوامبر ۱۹۵۱، نورمن فاستر رمزی و ادوارد میلر پورسل مکانیزمی را پیشنهاد کردند که مشاهده را توضیح می‌دهد و باعث ایجاد تعامل از فرم I 1 · I 2 می‌شود. این مکانیسم فعل و انفعال مغناطیسی بین هر هسته و چرخش الکترون از اتم خود به همراه اتصال جابجایی چرخش الکترون با یکدیگر است.
در دهه ۱۹۹۰، شواهد مستقیمی برای حضور اتصالات J بین هسته‌های فعال مغناطیسی در دو طرف پیوند هیدروژن پیدا شد. در ابتدا، مشاهده چنین اتصالات در پیوندهای هیدروژنی تعجب آور بود زیرا اتصال- J معمولاً با حضور پیوندهای کاملاً کووالانسی همراه است. با این حال، اکنون به خوبی ثابت شده است که اتصالات J پیوند H از مکانیزم قطبی واسطه الکترونی همانند کووالانسی خود پیروی می‌کنند.
جفت شدگی اسپین-اسپین بین اتم‌های غیر پیوندی در فواصل نزدیک گاهی بین اتمهای فلورین، نیتروژن، کربن، سیلیکون و فسفر مشاهده شده است.